# 게이트 타워 빌딩

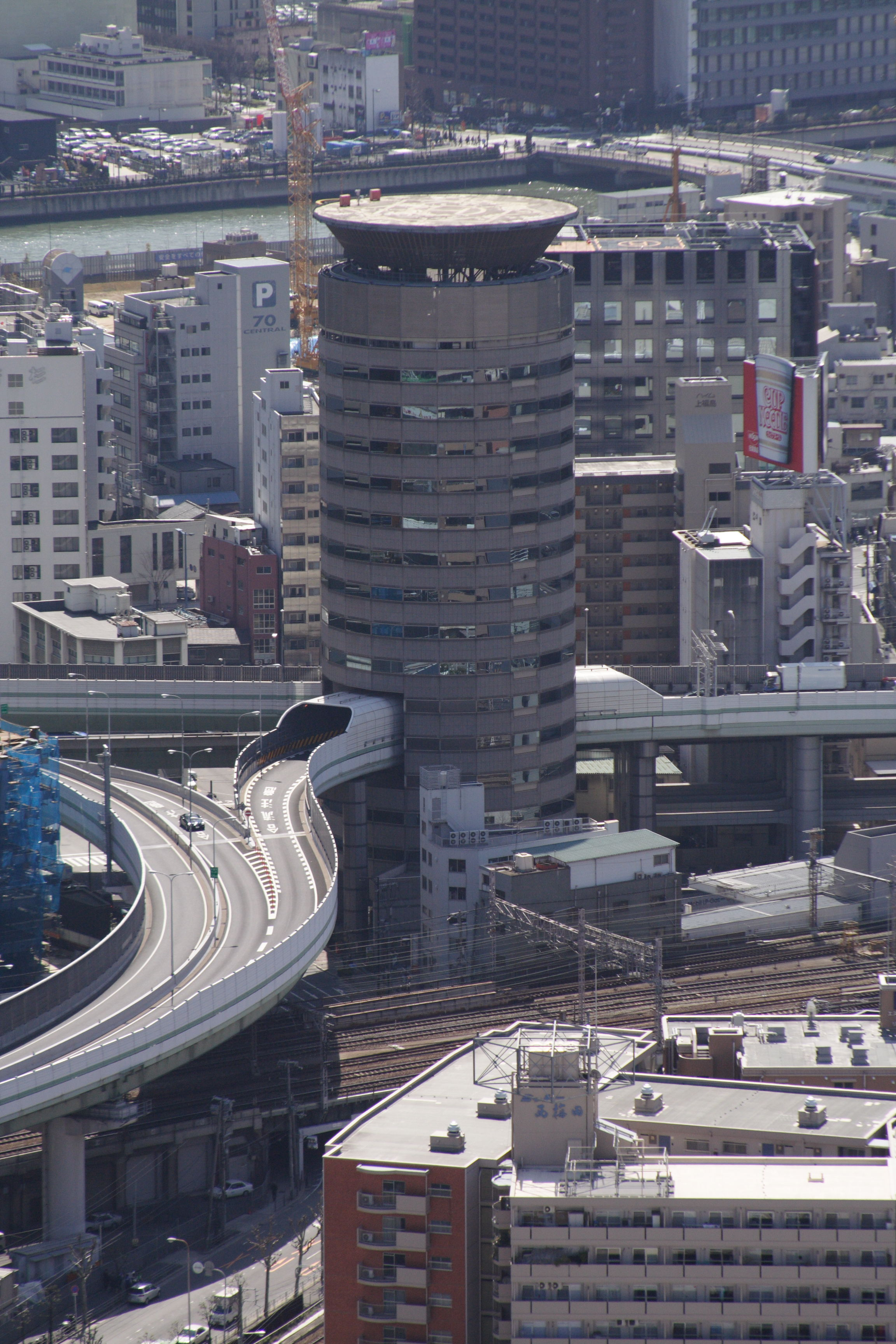
게이트 타워 빌딩

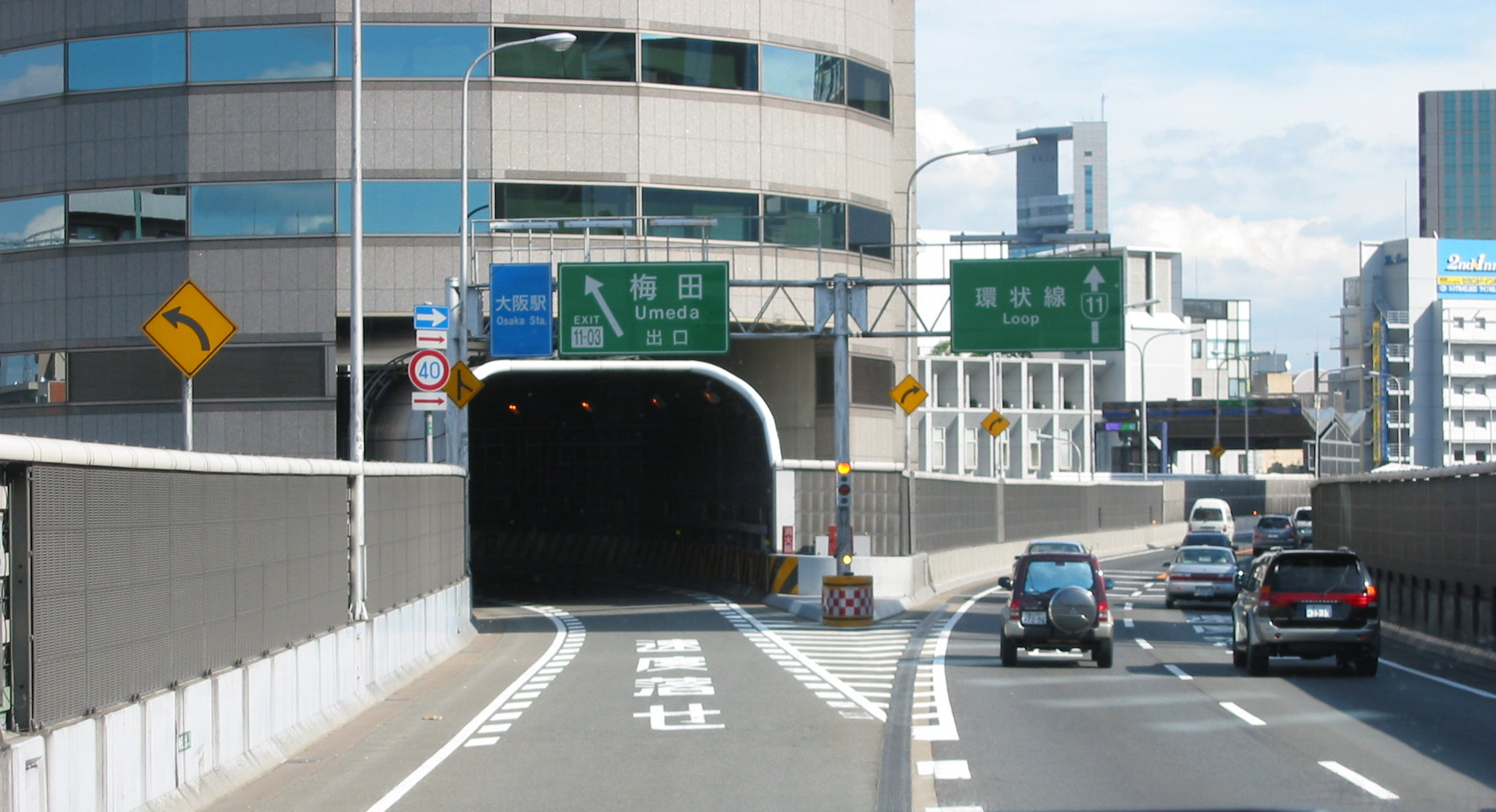
우메다 출구

게이트 타워 빌딩(Gate Tower Building)(일본어: TKPゲートタワービル)은 오사카시 후쿠시마구에 있는 지상 16층 사무용 건물이다. 한신 고속도로가 이 건물을 관통하고 있는 것이 특징이다. "벌집", "떠들썩한 장소"를 뜻하는 "비하이브"(beehive)라는 별칭을 가지고 있다.

## 개요
원형 구조의 이 건물의 바닥의 평면 계획으로 더블 코어 형식이 채용되었다. 이 빌딩의 5~7층에는 구분 지상권의 설정으로 한신 고속도로 11호 이케다 선 우메다 출구(이케다 방면쪽에서 내리는 경우)가 관통하고 있는데, 5~7층은 한신 고속도로가 세입자로 들어간 형태다.
엘리베이터는 4층 다음은 8층에서 서기 때문에 5~7 층에는 내릴 수 없다. 5~7층의 고속도로 이외의 부분은 계단, 엘리베이터 등이 있다. 고속도로는 건물에 붙어있지 않고, 완전히 떨어져 있어, 건물을 해체해도 고속도로가 무너지지는 않는다(건물의 바로 옆에 교각이 있음). 건물에 붙어 있지 않고, 또, 관통 부분은 방음벽으로 덮여 있어 건물 안에서 소음, 진동 등은 느낄 수 없다. 옥상에는 헬리포트가 있다.

## 고속도로가 관통하는 이유
토지 소유권자는 메이지 시대 초기부터 이 장소에서 연료업 등을 꾸려 나가고 있었지만, 사옥이 노후화되어 1983년에 개축하기로 했다. 그러나 도시 계획에 의해서 고속도로가 지나게 되어 있었기 때문에 건축 허가가 나오지 않았다. 소유권자 측에서는 양보할 수 없었기 때문에 당시 한신 고속도로공단과 약 5년간에 걸쳐 교섭해 건물에 고속도로가 통하는 것으로 마무리지었다.
이 사례와 같이 고속도로 등을 통하는 경우에 용지 매수가 필요하지만, 지권자 측에도 사정이 있기 때문에 반드시 용지 매수가 성공한다고 할 수 없고 문제가 되는 것이 많다.
이 때문에 1989년 도로법, 도시 계획법, 도시 재개발법, 건축 기준법을 일부 개정, 도로와 건축물 등의 일체적 정비를 인정한 입체 도로 제도가 제정되어 고속도로가 관통하는 빌딩을 짓게 되었다. 게이트 타워 빌딩은 일본에서 처음으로 입체 도로 제도를 이용한 건물이다. 그러나 지하에 도로, 지상에 건물을 배치하는 것이 일반적이고, 도로 부분이 빌딩을 관통하는 것은 지극히 드물다.